# Округ Бат (Кентаки)
Бат (енгл. Bath County) је округ у америчкој савезној држави Кентаки.

## Демографија
По попису из 2010. године број становника је 11.591, што је 506 (4,6%) становника више него 2000. године.
| Група             | 2000.          | 2010.          |
| Белци             | 10.700 (96,5%) | 11.130 (96,0%) |
| Афроамериканци    | 205 (1,8%)     | 152 (1,3%)     |
| Азијати           | 2 (0,0%)       | 17 (0,1%)      |
| Хиспаноамериканци | 89 (0,8%)      | 157 (1,4%)     |
| Укупно            | 11.085         | 11.591         |